# Rosenfingersvamp
Rosenfingersvamp (Clavaria rosea) är en svampart som beskrevs av Fr. 1821. Rosenfingersvamp ingår i släktet Clavaria och familjen fingersvampar.  Arten är reproducerande i Sverige. Inga underarter finns listade i Catalogue of Life.

## Källor

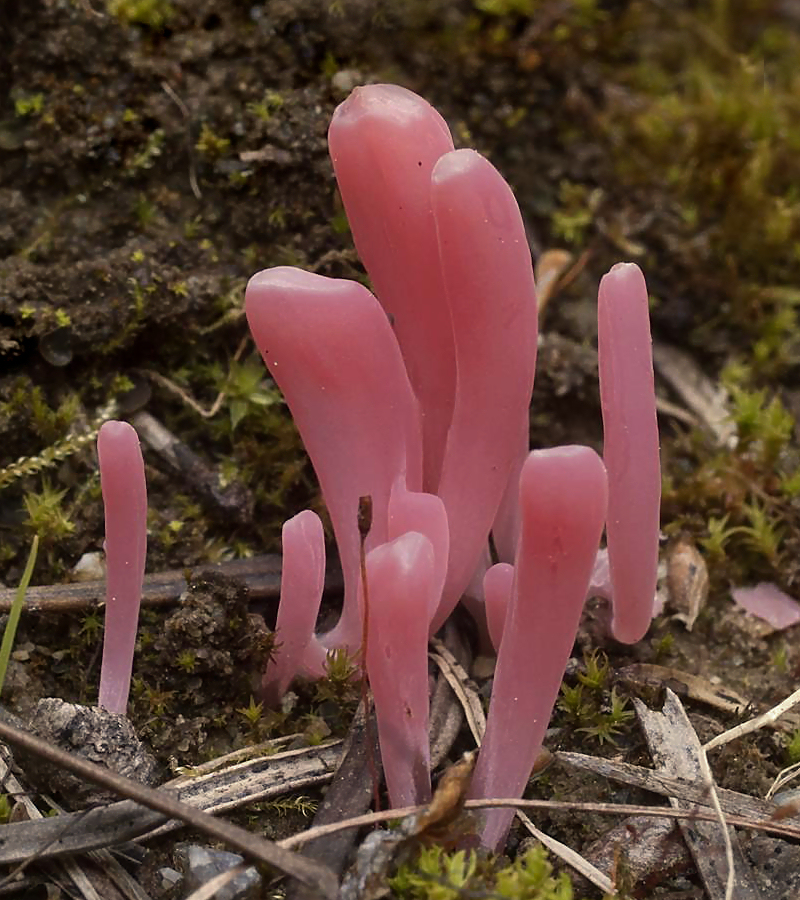
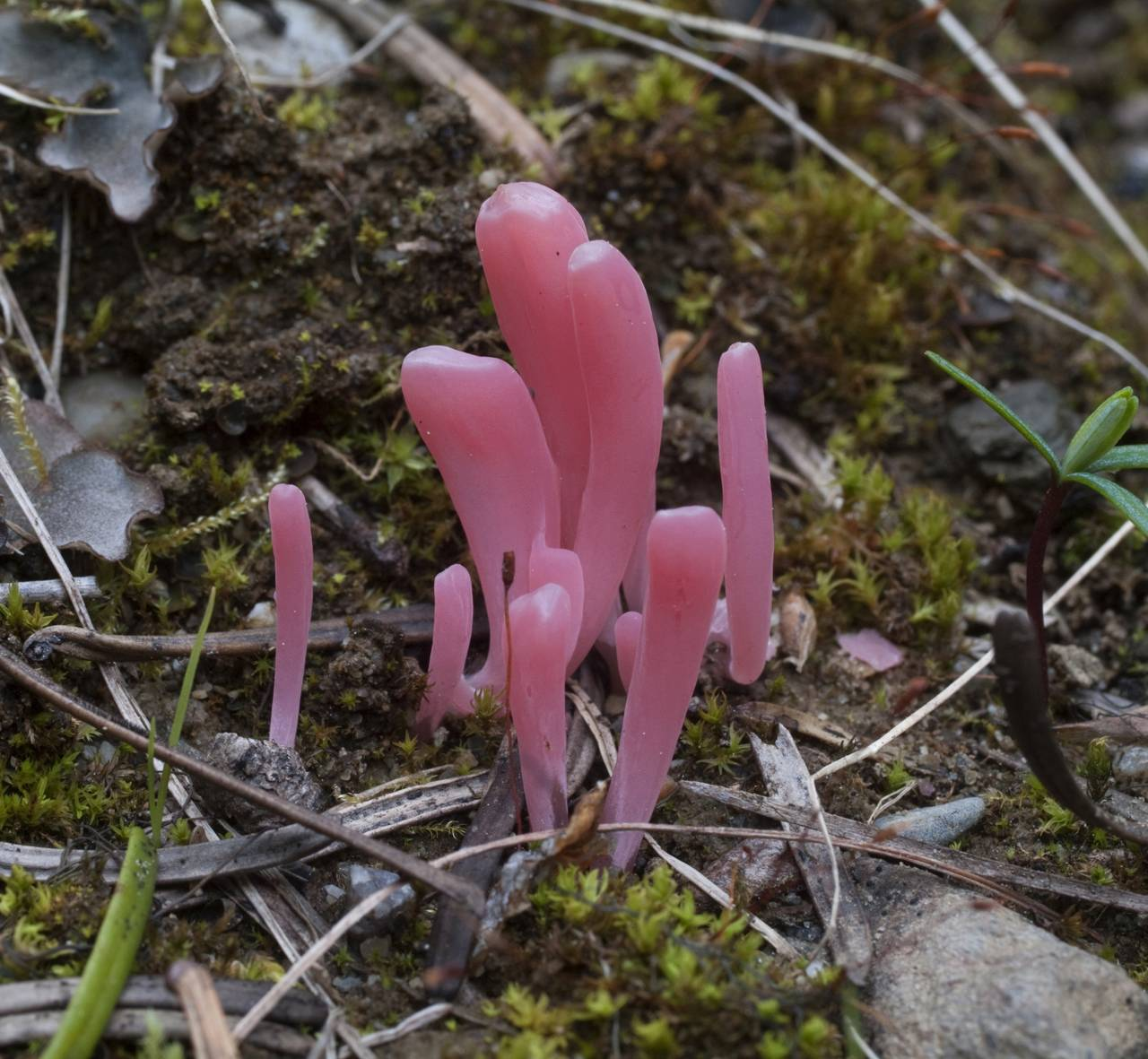
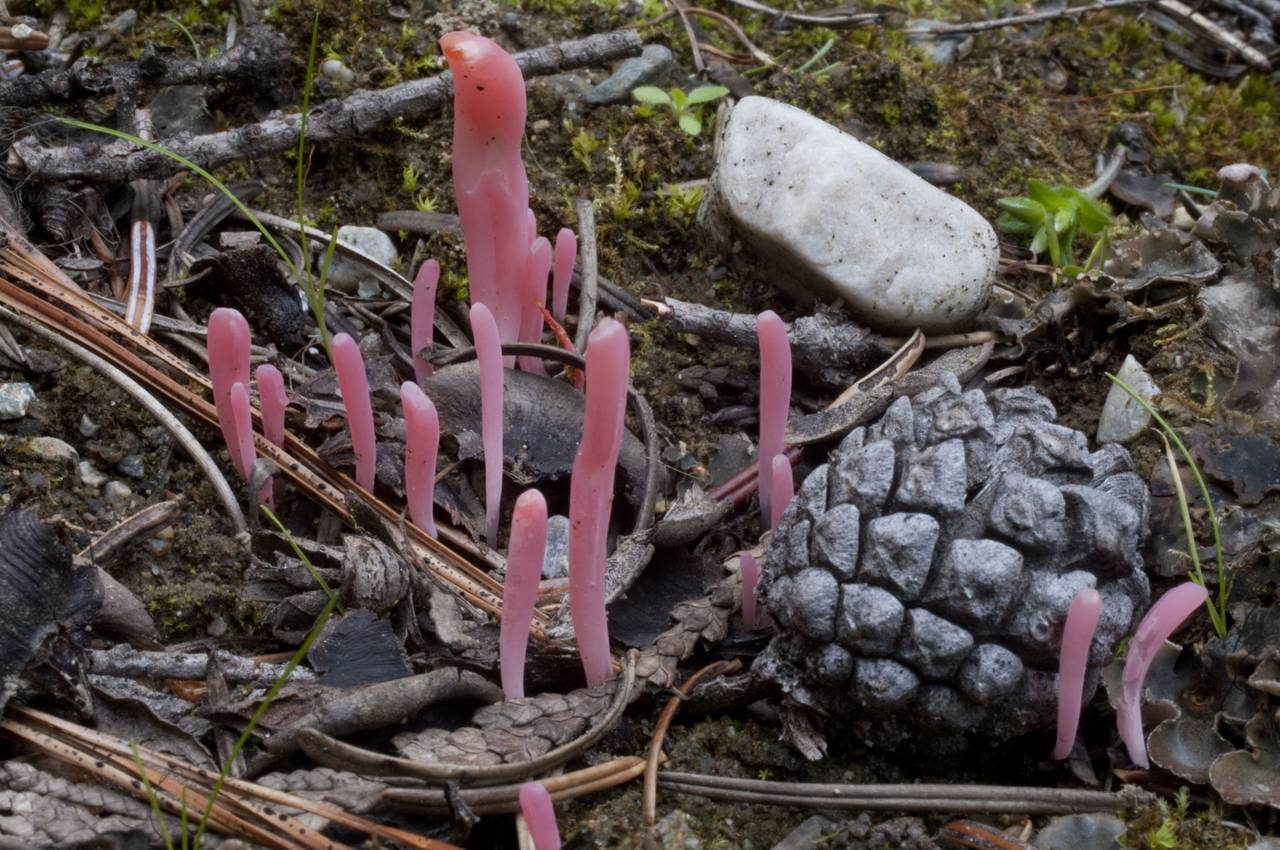